# Isbul Point
Der Isbul Point (englisch; bulgarisch нос Исбул nos Isbul) ist eine schmale und 600 m lange Landspitze an der Nordwestküste der Livingston-Insel im Archipel der Südlichen Shetlandinseln. In der Svishtov Cove bildet sie die östliche Begrenzung der Einfahrt zur Belene Cove und liegt 0,75 km ostnordöstlich des Start Point, 1,46 km südwestlich des Essex Point sowie 1,23 km westsüdwestlich des Kardzhali Point.
Britische Wissenschaftler kartierten sie 1968, spanische 1992 und bulgarische 2005 sowie 2009. Die bulgarische Kommission für Antarktische Geographische Namen benannte sie 2006 nach dem Kawkhan Isbul, Militärführer, Diplomat und bulgarischer Regent im 9. Jahrhundert.